# Franz Schick (Politiker)
Franz-Josef Schick (* 5. November 1936 in Ellzee; † 19. April 2022 in Nersingen) war ein deutscher Politiker (CSU). Er war von 1970 bis 1974 Abgeordneter des Bayerischen Landtags. Von 1974 bis 1996 war er Landrat des Landkreises Neu-Ulm.

## Leben
Schick besuchte das Humanistische Gymnasium in Günzburg, das er 1956 mit dem Abitur verließ. Nach zwei Jahren Studium am Institut für Lehrerbildung in Augsburg war er von 1958 bis 1962 Lehrer an den Volksschulen in Ay an der Iller und Mattsies. Später ließ er sich zum Realschullehrer ausbilden und absolvierte dazu ein Zusatzstudium in den Fächern Deutsch, Kunsterziehung und Technisches Zeichnen. Nach Beendigung dieses Lehrgangs arbeitete er als Lehrer an den staatlichen Realschulen in Burgau und Neu-Ulm. Schick war Studienrat, gehörte der Katholischen Erziehergemeinschaft an und war Vorsitzender der Arbeitsgemeinschaft junger Erzieher in Schwaben sowie des Pfarrgemeinderats in Burgau. 
1959 trat er in die CSU beziehungsweise die Junge Union ein. Bei der JU war er Kreisvorsitzender zunächst im Landkreis Günzburg, später im Kreisverband Neu-Ulm-Stadt und -Land. 1970 wurde er im Stimmkreis Illertissen, Neu-Ulm-Stadt und -Land (heute Stimmkreis Neu-Ulm) in den Bayerischen Landtag gewählt. Nach dem Tod des Neu-Ulmer Landrats Max Rauth wurde er zu dessen Nachfolger gewählt. Sein Landtagsmandat übernahm für die restliche Wahlperiode Elisabeth Schnell.
Schick war von 1985 bis 2012 ehrenamtlich Präsident des Fischereiverbandes Schwaben und wurde 2012 zu dessen Ehrenpräsidenten ernannt.
Er war Mitglied der katholischen Studentenverbindung KStV Ludovicia Augsburg.
Franz-Josef Schick verstarb 2022 im Alter von 85 Jahren.